# Hyaenodon
Hyaenodon is een geslacht van uitgestorven Creodonta (primitieve roofdieren) dat miljoenen jaren (Laat-Eoceen tot Vroeg-Mioceen) heeft geleefd en op bijna alle continenten (Noord-Amerika, Europa, Azië en Afrika) voorkwam. Er zijn zo'n vijftien soorten in dit geslacht benoemd.
Er zijn vele soorten gevonden, die sterk in grootte verschilden. Sommige soorten waren zo groot als een vos, terwijl andere het formaat van een neushoorn konden bereiken. De grootste soort was Hyaenodon gigas uit Mongolië, een roofdier dat 1,4 meter hoog, drie meter lang en vijfhonderd kilogram zwaar was. Deze creodont jaagde op grote prooien zoals entelodonten (reuzenvarkens) en neushoorns. De flinke slijtage aan de tanden en de grote hoeveelheid kalk in de mest laat zien dat Hyaenodon gigas ook de botten en zelfs de tanden vermaalde en inslikte. In 2005 werd Hyaenodon weilini beschreven. Deze soort leefde tijdens het Mioceen in Mongolië en was van vergelijkbare grootte als Hyaenodon gigas. In Noord-Amerika leefde een andere grote soort, Hyaenodon horridus.
De opkomst van de echte carnivoren in het Oligoceen betekende min of meer het einde voor Hyaenodon. In het Mioceen waren Hyaenodon en de andere creodonten in Noord-Amerika en Eurazië grotendeels vervangen door de echte carnivoren. De laatste Noord-Amerikaanse soort was H. brevirostris uit het Laat-Oligoceen van Californië. In Europa leefden de laatste soorten uit het genus Hyaenodon, zoals H. milloquensis, H. bavaricus en H. leptorhynchus, eveneens in het Laat-Oligoceen. Hyaenodon overleefden echter in min of meer geïsoleerde delen van Afrika en Zuid-Azië. In het noorden en oosten van Afrika was het geslacht tijdens het Mioceen nog redelijk algemeen met soorten als H. andrewsi, H. matthewi en H. pilgrimi. H. weilini is de enige bekende soort uit het Mioceen die buiten Afrika leefde. Uiteindelijk zouden echter ook deze laatste soorten van het geslacht Hyaenodon uitsterven tegen het einde van het Mioceen. 

## Beschrijving
Deze twee meter lange creodont was een teenganger met goed ontwikkelde hoektanden, die moeiteloos een dikke huid konden doorboren. De 1e en 2e molaar in de bovenkaak hadden zich ontwikkeld tot scheurkiezen, zo ook de 2e en 3e molaar in de onderkaak. De scheurkiezen bij de huidige carnivoren worden gevormd door de laatste premolaar in de bovenkaak en de 1e molaar in de onderkaak.